# Сенекерім Арцруні
Сенекерім-Ованес (*Սենեքերիմ-Հովհաննես, д/н —1026/1027) — останній цар Васпуракана з 1003 до 1021 року.

## Життєпис
Походив з династії Арцрунідів. Молодший син Абусахл-Амазасп, царя Васпуракану. У 972 році після смерті батька розділив з братами Гурген-Хачиком і Ашот-Сааком царство Васпуракан. Сенекерім отримав князівство. Брав участь в організації спротиву наступу Іоанну I Цимісхія.
Сенекерім визнавав зверхність брата — царя Ашот-Саака. Водночас намагався захистити кордони свого князівства від Анійського царства. У 1000 році, коли візантійці зайняли грузинське князівство Верхнє Тао, Сенекерім разом з братом Гурген-Хачиком, що став на той час царем, зустрівся з імператором Василем II, який надав Сенекеріму значні дарунки.
У 1003 році після смерті Гурген-Хачика посів трон Васпуракану, відсторонивши своїх небожів. Користуючись союзом з Візантієм, спочатку зміцнив свою владу, сприяв відновленню економіки держави після війн з Раввадідами.
З початку 1010-х років посилилися напади тюркських племен, що завдавали значної шкоди державі. Поступово становище погіршилося. У 1018—1019 роках війська Сенекеріма зазнали значної поразки від тюрок-огузів, які сплюндрували значну частину Васпуракану.
Під тиском тюрок Сенекерім прийняв пропозицію імператора Василя II передати йому царство, що сталося у 1021 року. Тут було створено фему Верхня Мідія. Натомість Сенекерім отримав титул патриція, був призначений стратегом феми Каппадокія, отримав у володіння міста Себастія, Лариса, Абара.
Помер у 1126 або 1127 році.

## Родина
Дружина — Хушуш, донька Гагіка I Багратуні, царя Ані
Діти:
- Давид (пом. 1037)
- Абусахл (пом. 1080)
- Атом (пом. 1080)
- Костандин (пом. 1080)
- Міріам, дружина Георгія I, царя Грузії
- донька